# Žarko Zgonjanin
Žarko Zgonjanin, bosansko-hercegovski general, * 26. marec 1916, † 26. junij 1970.

## Življenjepis
Leta 1941 se je pridružil NOVJ in KPJ. Med vojno je bil politični komisar in poveljnik več enot.
Po vojni je bil načelnik milice BiH, pomočnik poveljnika za zaledje armade,...